# 佐佐木優子
佐佐木優子（日语：／ Sasaki Yūko，1961年11月19日—），日本女性配音員、旁白。出身於神奈川縣橫濱市。Production Ace所屬。身高159cm。A型血。

## 來歷
從幼稚園時期開始到小學1年級當過兒童劇團的演員。中學時期是話劇社所屬。
日視音樂學院畢業後，1982年加入同人舎Production同時出道。之後經歷自由身，現在是Production Ace所屬。
《櫻桃小丸子》從1990年至今開播以來一貫為主角櫻桃子的奶奶〈櫻小竹〉與櫻桃子的同學長山治獻聲，放送開始時其角色年齡的設定是70歳，而佐佐木是在28歲開始為其配音。此外還有為次要角色藤木與美環等人的母親獻聲。

## 人物
早年以舞台演員為目標，但是高中畢業後父母極力反對。一方面父親認為舞台演員這項工作無法顧及三餐，而且20歲之後不會再得到父親的提供幫助。在那之後，佐佐木被一家劇團和一家電視台錄取，最後她選擇進入電視台附屬培訓學校完成自身的工作。原因是她自己也說配音員的工作也將會是演員的工作。
曾多次擔當幼稚園教材電影的解說。
而海外作品的日語配音方面擔當過莉亞·湯普遜、羅蘋·萊特、伊麗莎白·蘇及梅格·瑞安等等多位美國現役女演員。
動畫方面除了上面《櫻桃小丸子》之外，另外有《天空戰記》的弁財天薩拉斯、《機甲警察金屬傑克》的藩銀蓮、《緞帶魔法姬》野野原姬子的母親〈野野原花子〉、《砂之薔薇 雪地默示錄》主角薔薇瑪莉〈真理子·羅絲邦克〉、《十二國記》的塙麟及《BLACK LAGOON》的香華等等熟女、少年到老年女性都可以分明。
興趣：聽歌唱歌、讀書、繪畫。

## 演出
粗體字表示主要角色。

### 電視動畫
1982年
- SPACE COBRA（凱薩琳·羅耶爾）[注 1]

1983年
- 未來警察浦島人（艾絲莉）
- 聖戰士鄧拜音（尼克斯·提坦／納克爾·薇）

1984年
- 巨神高古（莎拉〈第2代〉）
- 魔法妖精貝露莎（女）
- 請多指教跑車郎中（日语：よろしくメカドック）（玲）

1987年
- 動畫三劍客（日语：アニメ三銃士）
- 相聚一刻

1988年
- 鐵拳小子（日语：鉄拳チンミ）（莓玲[10]）
- 狗仔爺爺 (1987年版)（日语：のらくろクン）（美穗）

1989年
- 城市獵人（1989～1991，雨宮惠、淺香亞美）2系列
- 天空戰記（辯財天薩拉斯、月帝桑泰菈）
- YAWARA！（春前輩、由香里、松田耕作的母親）

1990年
- （聖子）
- 幸福的三丁目（日语：三丁目の夕日）
- 麵包超人（薯餅）
- 櫻桃小丸子 (第1期)（1990～，奶奶〈櫻小竹〉[11][12]、長山治、藤木正江〈初代〉、小長谷正江〈第2代〉、長山的母親、天野主播、高丸〈第2代〉、佐佐木晴彥〈少年時期〉 等）2系列
- 七海遊龍（伊瑠絲）
- 魯邦三世：海明威手稿之謎（日语：ルパン三世 ヘミングウェイ・ペーパーの謎）（瑪莉亞[13]）

1991年
- 機甲警察金屬傑克（藩銀蓮）
- 猜拳人（閃電媽媽）
- 妙妙殭屍（日语：どろろんぱっ!）（桃姬）
- 校園七大不可思議神秘事件（日语：ハイスクールミステリー学園七不思議）（中島淳子、西岡亞里莎）
- 閃電霹靂車（HSR-III）

1992年
- 人小鬼大（吉田老師）
- 大草原上的小天使 灌叢嬰猴（漢娜·考夫曼）
- 勇者傳說達鋼（香坂光的母親〈香坂筑紫〉）
- 美少女戰士（1992～1994，山本冴子、不倒翁）2系列
- 緞帶魔法姫（野野原姬子的母親〈野野原花子〉）
- 魯邦三世：俄羅斯之戀（日语：ルパン三世 ロシアより愛をこめて）（茱蒂·史考特[14]）

1993年
- 奇蹟☆女孩（影浦理加）

1994年
- 白雪公主的傳說（日语：白雪姫の伝説）（旁白）

1995年
- 愛天使傳說（谷間百合的母親〈谷間惠麗奈〉）
- 鬼神童子ZENKI（瑪莉亞修女）
- 淘氣小愛神（維納斯）

1996年
- 蒙面俠蘇洛傳（奇奇塔的妻子）
- 蠟筆小新（1996～2006，踊、十條）
- 名偵探柯南（1996～2005，涼子、谷川乃繪、粉川實果、紺野雅子）

1997年
- EAT-MAN（日语：EAT-MAN）（艾莉莎·里貝爾博士）
- 手塚治虫的舊約聖書物語（日语：手塚治虫の旧約聖書物語）（蕾貝卡）

1999年
- 週刊故事樂園（日语：週刊ストーリーランド）（1999～2000，美女、古賀綾子、齊藤香菜子）

2000年
- 傀儡師左近（高橋佳惠）

2001年
- 地球少女Arjuna（大島清子、大島瑞穗）
- 華麗的機會（日语：チャンス〜トライアングルセッション〜）（老奶奶）

2002年
- 我們這一家（電視的聲音1）
- Weiß kreuz Glühen（雷克斯〈代替〉）
- 十二國記（塙麟）
- PIANO（野村美雨的母親〈野村瞳〉[15]）
- 名偵探柯南（粉川實果）

2003年
- 魔法使的條件（菊地悅子）

2005年
- 怪醫黑傑克（大西美加）
- 名偵探柯南（紺野雅子）
- MÄR 魔兵傳奇（拉普潔）

2006年
- 忍者少女!!（楊妃）
- BLACK LAGOON（仙華）2系列
- 我們的存在（高橋七美的母親）

2007年
- 機神大戰（大海華都美）
- 花漾明星KIRARIN（風真宙人的母親）
- CLAYMORE（獵魔化的妖魔）

2009年
- 骷髏13 (2008年版)（丹尼爾）
- 你好 安妮 ～Before Green Gables（愛爾莎）
- WHITE ALBUM（神崎樹）

2012年
- BTOOOM！（平昭子）

2016年
- 天真與閃電（小鹿忍的母親）

2017年
- 偶像事變（春）

2020年
- 海螺小姐

2021年
- Tropical-Rouge！光之美少女（人魚女王）

2022年
- SPY×FAMILY間諜家家酒（老婦人）
- 神奇柑仔店 錢天堂（大泉靜子）

2023年
- 殭屍100～在成為殭屍前要做的100件事～（天道明子）

### 電影動畫
1989年
- 金星戰記（日语：ヴイナス戦記）（米蘭達）

1990年
- 櫻桃小丸子：友情歲月（日语：ちびまる子ちゃん (映画)）（奶奶〈櫻小竹〉[16]）
- 城市獵人：百萬美元之陰謀（艾蜜莉·歐哈拉）

1992年
- 櫻桃小丸子：我最喜歡的歌（奶奶〈櫻小竹〉）

1993年
- 劇場版 暖暖日記（棕熊小姐）

1997年
- THE DOG OF FLANDERS 法蘭德斯之犬（尼洛·達斯的母親）

1999年
- 生之喜悅（日语：ハッピーバースデー 命かがやく瞬間#アニメ映画）（橋本老師）

2001年
- 阿萊蒂公主（日语：アリーテ姫）（旁白）

2002年
- （[17]）

2015年
- 櫻桃小丸子：來自義大利的少年（奶奶〈櫻小竹〉[18]、長山治）

### OVA
1987年
- 風與木之詩 三聖經（吉爾伯特）

1988年
- 妖精王（日语：妖精王）（快樂〈艾露羅〉）
- 冥王計劃傑歐萊馬（西桃）

1989年
- 青炎（日语：青き炎 (漫画)）（小夜子）
- 星貓滿屋

1990年
- 新空手道地獄變（日语：新カラテ地獄変）（李蘭）
- 單身公寓III（日语：独身アパートどくだみ荘）
- 力王 RIKI-OH VIOLENCE2 滅亡之子（日语：力王#力王 RIKI-OH VIOLENCE2 滅びの子）（美麗）

1991年
- EXPER ZENON（日语：EXPER ZENON）
- 夢回綠園（寮母、漫畫家）

1992年
- Wolf Guy ～狼的紋章～（日语：ウルフガイ）（青鹿晶子、澤惠子）
- 湘南爆走族8 赤星傳說（桃山麻子）
- （今井道子、母親）

1993年
- 砂之薔薇 雪地默示錄（日语：砂の薔薇）（薔薇瑪莉〈真理子·羅絲邦克〉）

2010年
- BLACK LAGOON Roberta's Blood Trail（仙華）

2011年
- D.C. 魔法少女櫻 ～時空樹防衛戰～（日语：T.P.さくら 〜タイムパラディンさくら〜）（芳乃局長）

### 網路動畫
- 大魚·海棠（2018年，鼠婆[19]）
- 日本沉沒2020（2020年，武藤麻里[20]）

### 遊戲
1996年
- 櫻桃小丸子 豪華益智問答（奶奶〈櫻小竹〉）

2003年
- 機戰傭兵3：沈默戰線（日语：アーマード・コア3 サイレントライン）（幻影社代表）
- 十二國記 -紅蓮之標 黃塵之路-（日语：十二国記 -紅蓮の標 黄塵の路-）（塙麟）

2004年
- 攻殼機動隊 STAND ALONE COMPLEX（田上俊美）
- 闇影之心II（艾雷克珊朵拉皇后）
- 超級機器人大戰MX（西桃）

2005年
- 超級機器人大戰MX 攜帶版（西桃）

2009年
- 櫻桃小丸子DS 小丸子的市鎮（奶奶〈櫻小竹〉、長山治、高丸的奶奶）

2010年
- 暴雨殺機（葛瑞絲·馬茲）

2011年
- D.C. 魔法少女櫻（日语：T.P.さくら 〜タイムパラディンさくら〜）（芳乃局長）

### 外語配音

#### 演員
安娜貝拉·西歐拉
- 地球末日（英语：Asteroid (film)）（Lily McKee博士）※朝日電視台版。
- 推動搖籃的手（英语：The Hand That Rocks the Cradle (film)）（Claire Bartel）※影碟版。
- 小生當差（英语：The Hard Way (1991 film)）（Susan）※富士電視台版[注 2]。
- 流氓警察（英语：Internal Affairs (film)）（Heather Peck）

艾希莉·賈德
- 搖擺情事（英语：De-Lovely）（Linda Porter）
- 溫特的故事：泳不放棄（Lorraine Nelson）
- 案藏玄機（英语：High Crimes）（Claire Kubik）
- 桃色追捕令（英语：Kiss the Girls (1997 film)）（凱特·麥克蒂爾南）※朝日電視台版。
- 雙面瑪麗蓮夢露（英语：Norma Jean & Marilyn）（Norma Jean Dougherty）
- 全面攻佔：倒數救援（Margaret Asher第一夫人）

柯特妮·考克斯
- 王牌威龍（Melissa Robinson）
- 魔繭續集（英语：Cocoon: The Return）（Sara）※朝日電視台版。
- 賭命人（英语：The Runner (1999 film)）（Karina）
- 驚聲尖叫系列（Gale Weathers）
  - 驚聲尖叫
  - 驚聲尖叫2
  - 驚聲尖叫3
  - 驚聲尖叫4
- 超人集中營（英语：Zoom (2006 film)）（Marsha Holloway）

黛安·蓮恩
- 特朗勃（Cleo Fincher Trumbo）
- 玻璃屋（英语：The Glass House (2001 film)）（Erin Glass）※影碟版。
- 家有傑克（Karen Powell）※影碟版。
- 妳好，安妮（英语：Paris Can Wait）（Anne）
- 奔騰人生（英语：Secretariat (film)）（Penny Chenery）
- 托斯卡尼艷陽下（Frances Mayes）
- 出軌（英语：Unfaithful (2002 film)）（Connie Sumner）※朝日電視台版。

伊麗莎白·蘇
- 回到未來II（珍妮佛·帕克）※朝日電視台版[注 3]。
- 回到未來III（珍妮佛·帕克）※朝日電視台版[注 3]。
- 續寫哈姆雷特（英语：Hamlet 2）[注 4]
- 捉迷藏（Elizabeth Young）※東京電視台版。
- 透明人（Linda McKay）※DVD版。
- 地下弒（英语：House at the End of the Street）（Sarah Cassidy）
- 小子難纏（Ali Mills）※朝日電視台版。
- 神鬼至尊（Emma Russell博士）※影碟版。

吉娜·戴維斯
- 愛得沒話說（英语：Speechless (1994 film)）（朱莉婭·曼）
- 一家之鼠（愛莉諾·李太太）※TBS、朝日電視台版。
- 末路狂花（塞爾瑪·伊馮娜·狄金森）

海倫·亨特
- 臥底女警（日语：捜査官ジーナ）（Gina Pulasky）
- 死亡之吻（英语：Kiss of Death (1995 film)）（Bev Kilmartin）
- 龍捲風（Jo Harding博士）※日本電視台版。
- 水舞（英语：The Waterdance）（Anna）

茱莉亞·羅勃茲
- 再單身遊記（伊莉莎白·“小莉”·吉兒伯特）
- 蒙娜麗莎的微笑（Katherine Ann Watson）※影碟版。
- 瞞天過海（Tess Ocean）※影碟版。
- 瞞天過海2：長驅直入（Tess Ocean）※影碟版。

莉亞·湯普遜
- 杏林戰場（英语：Article 99）（羅賓·范·多恩）※東京電視台版。
- 回到未來系列（羅蘭·貝恩斯·麥克弗萊）※影碟版。
  - 回到未來
  - 回到未來II
  - 回到未來III
- CSI犯罪現場 (第14季)（Jennifer Rose）
- 飆峰殺陣（英语：Exit Speed）（莫迪·麥曼）
- Highjack（Alicia Bender）
- 霍華鴨（Beverly Switzler）※富士電視台版。
- 末日迷蹤（Irene Steele）
- 魯妹席艾拉（Jules-Osborn Burgess）
- 錯位青春（Kathryn Kennish）

瑪麗莎·托梅
- 聖誕好家在（英语：Love the Coopers）（Emma）
- 愛，不散（Kate）
- 智勇急轉彎（英语：My Cousin Vinny）（Mona Lisa Vito）
- 我心屬於你（英语：Only You (1994 film)）（Faith Corvatch）
- 龍哥你好嘢（英语：Oscar (1991 film)）（Lisa Provolone）
- 力挽狂瀾（Pam／Cassidy）

瑪麗-露易斯·帕克
- 油炸綠蕃茄（露絲·賈米森）
- 大峽谷（英语：Grand Canyon (1991 film)）（迪）
- 單身毒媽（南西·博特溫）

梅格·瑞安
- 火線勇氣（Karen Emma Walden上尉）※富士電視台版。
- 無情大地有情天（英语：Flesh and Bone (film)）（Kay Davies）
- 她們和她們的希望故事（英语：Half the Sky）[注 5]
- 愛神有約（英语：I.Q. (film)）（Catherine Boyd）
- 驚異大奇航（英语：Innerspace）（Lydia Maxwell）※TBS版。
- 我媽的新男友（英语：My Mom's New Boyfriend）（Martha "Marty" Durand）
- 當哈利碰上莎莉（莎莉·艾爾布萊特）※日本電視台版。

妮奧米·瓦兹
- 黑幕謎情（英语：Eastern Promises）（Anna Ivanovna Khitrova）
- 不公平的戰爭（英语：Fair Game (2010 film)）（Valerie Plame）
- 愛情合作社（英语：Le Divorce）（Roxeanne de Persand）

妮可·基嫚
- 大開眼戒（愛麗絲·哈佛）
- 戰略殺手（茱莉亞·凱利）※影碟版。
- 超完美嬌妻（英语：The Stepford Wives (2004 film)）（喬安娜·埃伯哈特）※DVD版。

羅蘋·萊特
- 阿甘正傳（Jenny Curran）※影碟版。
- 龍紋身的女孩（Erika Berger）
- 瓶中信（英语：Message in a Bottle (film)）（Theresa Osborne）
- 戀戀風暴（英语：She's So Lovely）（Maureen Murphy Quinn）
- 魔鬼警長地域鎮（英语：State of Grace (film)）（Kathleen Flannery）※VHS版。
- 絕對陰謀（Anne Collins）
- 玩具兵團（英语：Toys (film)）（Gwen Tyler）

珊卓·布拉克
- 28天（Gwen Cummings）
- 攻其不備（Leigh Anne Tuohy）※DVD版。
- 真愛告白（英语：Hope Floats）（Birdee Pruitt）
- 網路上身（Angela Bennett）※影碟版。
- 亡命感應（英语：Premonition (2007 film)）（Linda Hanson）

#### 電影
- 忍者小英雄4（英语：3 Ninjas: High Noon at Mega Mountain）（瑪莉·安·“梅杜莎”·羅傑士〈羅妮·安德森（英语：Loni Anderson）〉）
- 4 Four（女士）
- 致命七秒（英语：7 Seconds (film)）（凱利·安德斯〈塔米茲·奧斯維特（英语：Tamzin Outhwaite）〉）
- 灾变·地啸 ※DVD版。
- 回到17歲（史嘉莉·歐唐諾〈萊斯利·曼恩〉）
- 愛情萬人迷（辛蒂〈凱特·哈德森〉）
- 倩女幽魂III：道道道（小蝶〈利智〉）
- 紅粉聯盟（基特·凱勒〈蘿莉·貝蒂（英语：Lori Petty）〉）※影碟版。
- 當女人真好（英语：About Adam）（勞拉·歐文斯〈法蘭希絲·歐康娜（英语：Frances O'Connor）〉）
- 法律之上（英语：Above the Law (1988 film)）（露西）※影碟版、（渡邊悅子）※朝日電視台版。
- 朋友再見（英语：Adieu l'ami）（凱瑟琳）※TBS版。
- 異形（母親〈海倫·霍頓（英语：Helen Horton）〉）※朝日電視台版。
- 異形2（辛希亞·狄崔克〈辛希亞·史考特（英语：Cynthia Scott）〉）※朝日電視台版。
- 大鱷魚2（英语：Alligator II: The Mutation）（雪莉·安德森〈荷莉·加尼爾（英语：Holly Gagnier）〉）※VHS版。
- 大蟒蛇：神出鬼沒（泰莉·勞瑞〈珍妮弗·洛佩兹〉）※朝日電視台版。
- 老大靠邊閃（英语：Analyze This）（勞拉·麥克納馬拉·索貝爾〈麗莎·庫卓〉）※朝日電視台版。
- 天使心 (1987年電影)（Epiphany Proudfoot〈麗莎·波奈（英语：Lisa Bonet）〉）※朝日電視台版。
- 超感應頻率（英语：Angel Eyes (film)）（莎朗·波格〈珍妮弗·洛佩兹〉）
- 清秀佳人系列（黛安娜·貝瑞〈史凱勒·葛蘭特（英语：Schuyler Grant）〉）※影碟版。
  - 清秀佳人 (1985年電影)
  - 清秀佳人2（英语：Anne of Green Gables: The Sequel）
  - 清秀佳人3（英语：Anne of Green Gables: The Continuing Story）
- 瘋狂盯梢令（英语：Another Stakeout）（盧·德拉諾〈凱西·莫拉蒂（英语：Cathy Moriarty）〉）※影碟版。
- 挑戰星期天（克莉絲蒂娜·帕格里亞齊〈卡麥蓉·狄亞茲〉）※影碟版。
- 神鬼追緝（英语：Art Heist）（珊卓拉·沃克〈艾蓮·朋佩歐〉）
- 神鬼任務2（英语：The Art of War II: Betrayal）（莎曼沙·卡爾森參議員〈瑞秋·海華德（英语：Rachel Hayward）〉）
- 刺客戰場（英语：Assassins (film)）（厄勒克特拉〈茱莉安·摩爾〉）※朝日電視台版。
- 王牌大賤諜（凡妮莎·肯辛頓（英语：Vanessa Kensington）〈伊莉莎白·赫莉〉）
- 王牌大賤諜2：時空賤諜007（凡妮莎·肯辛頓〈伊莉莎白·赫莉〉）
- 全壘打王（英语：The Babe）（海倫·渥福·魯斯〈崔妮·艾娃朵（英语：Trini Alvarado）〉）※影碟版。
- 回到未來（珍妮佛·帕克〈克勞蒂亞·威爾斯（英语：Claudia Wells）〉）※朝日電視台版。
- 絕地戰警2（泰蕾莎·巴涅特〈泰蕾莎·藍道（英语：Theresa Randle）〉）※朝日電視台版。
- 第六感追緝令（蘿珊娜·“蘿西”·哈迪〈萊拉妮·薩雷勒（英语：Leilani Sarelle）〉）※VHS、DVD舊錄製版[注 6]。
- 蝙蝠俠 (1966年電影)（貓女／瑟琳娜·凱爾〈李·梅里韋瑟（英语：Lee Meriwether）〉）※新公映版。
- 豆豆先生（艾莉森·蘭利〈帕梅拉·里德（英语：Pamela Reed）〉）※日本電視台版。
- 我家也有貝多芬（英语：Beethoven (film)）（愛麗絲·紐頓〈邦妮·亨特〉）※NHK版。
- 我家也有貝多芬2（英语：Beethoven's 2nd (film)）（愛麗絲·紐頓〈邦妮·亨特〉）※NHK版。
- 變腦（洛特·施瓦茨〈卡麥蓉·狄亞茲〉）
- 霹靂炮3（英语：Beverly Hills Cop III）（珍妮絲〈泰瑞莎·藍道（英语：Theresa Randle）〉）※朝日電視台版。
- 奶爸教練（英语：The Big Green）（安娜·蒙哥馬利〈奧利維亞·達博（英语：Olivia d'Abo）〉）
- 好膽別走（英语：The Big Hit）（錢特爾〈萊拉·羅尚（英语：Lela Rochon）〉）
- 盛大婚禮（貝貝·麥布萊〈蘇珊·莎蘭登〉）
- 偉大的星期三（英语：Big Wednesday）（莎莉〈派蒂·達班維爾（英语：Patti D'Arbanville）〉）※日本電視台版。
- 盲點（日语：もう子守歌はいらない）（夏邦諾醫師〈佩蒂·安武（英语：Patti Yasutake）〉）
- 幽浮魔點（英语：The Blob (1988 film)）（梅格·佩尼〈肖妮·史密斯〉）
- 大放異彩（英语：Blow Dry）（雪萊·艾倫〈娜塔莎·李察遜〉）
- 走夜路的男人（英语：The Bonfire of the Vanities (film)）（瑪莉亞·拉斯金〈梅拉尼·格里菲思〉）
- 厄夜叢林2：陰魂怒吼（英语：Book of Shadows: Blair Witch 2）（艾瑞卡·蓋爾森〈艾瑞卡·莉瑟森（英语：Erica Leerhsen）〉）
- 街區男孩（英语：Boyz n the Hood）（布蘭迪〈妮雅·隆〉）
- 梅爾吉勃遜之英雄本色（法蘭西的伊莎貝拉〈蘇菲·瑪索〉）※朝日電視台版。
- 峰途路轉（英语：The Browning Version (1994 film)）（勞拉·克羅克-哈里斯〈格蕾塔·斯卡基〉）
- 火燒圓明園（麗妃〈周潔〉）※TBS版。
- 瘋狂高爾夫 ※朝日電視台版。
- 育嬰房（英语：Casa de los Babys）（南〈馬西雅·蓋·哈登〉）
- 龍捲風暴（英语：Category 6: Day of Destruction）（艾米·哈金〈南希·麥肯（英语：Nancy McKeon）〉）※東京電視台版。
- 靈異入侵（安迪·巴克萊（英语：Andy Barclay）〈亞歷斯·文森（英语：Alex Vincent (actor)）〉）
- 城市滑頭（邦妮·雷伯恩〈海倫·斯雷特（英语：Helen Slater）〉）※東京電視台版。
- 脫線痞子俏佳人（英语：Buffalo '66）（溫蒂·巴爾薩姆〈羅珊娜·艾奎特〉）
- 煉獄（英语：The Burning (film)） ※富士電視台版[注 7]。
- 眼鏡蛇 ※TBS版。
- 來去美國（英语：Coming to America） ※富士電視台版。
- 狼之一族（英语：The Company of Wolves）（蘿莎琳〈莎拉·帕特森（英语：Sarah Patterson）〉）
- 法國、鄉村、樂活（英语：Conversations with My Gardener）（Hélène〈Fanny Cottençon〉）
- 鱷魚獵手：激情之旅（英语：The Crocodile Hunter: Collision Course）（Brozzie Drewitt〈Magda Szubanski〉）
- 交叉世界（英语：Crossworlds）（Joe Talbot的母親〈Ellen Geer〉）
- 天雷地火（Mary）※朝日電視台版。
- 你看見死亡的顏色嗎？（英语：Dead Man）（Thel Russell〈Mili Avital〉）
- 截殺威龍（英语：Death Warrant (film)）（Amanda Beckett〈Cynthia Gibb〉）※日本電視台版。
- 在地心攔截（英语：DeepStar Six）（斯卡佩利〈妮亞·碧波〉）※朝日電視台版[注 7]
- 三角洲部隊3：殺戮遊戲（英语：Delta Force 3: The Killing Game）（Irena）※東京電視台版。
- 危急時刻（英语：The Desperate Hours (1955 film)）（Cindy Hilliard〈Mary Murphy〉）※東京電視台版。
- The Devil Game (1997年電影)（Frankie Smith〈Jacqueline McKenzie〉）
- 致命突擊隊（希拉·奧梅拉〈瑪格麗特·柯林〉）※朝日電視台版。
- 終極警探（操作主任〈Diana James〉）※朝日電視台版。
- 終極警探2（Samantha 'Sam' Coleman〈Sheila McCarthy〉）※朝日電視台版。
- 好萊塢醫生（英语：Doc Hollywood）（Nancy Lee Nicholson〈布莉姬·芳達〉）※富士電視台版。
- 毀滅戰士（英语：Doom (film)）（Samantha Grimm博士〈羅莎蒙·派克〉）
- 雙重火力（英语：Double Team (film)）（Kathryn Quinn〈Natacha Lindinger〉）※影碟版。
- 警網（康妮·史威爾〈亞歷山德拉·保羅（英语：Alexandra Paul）〉）
- 李小龍傳 (1993年電影)（蓮達·李·卡德威爾〈蘿倫·荷莉〉）※朝日電視台版。
- 沙丘魔堡（契妮（英语：Chani (character)）〈辛·楊〉）※日本電視台版[注 7]。
- 八腳怪（Sheriff Samantha Parker〈卡瑞·伍爾〉）※VHS、DVD版。
- 艾曼紐4（英语：Emmanuelle 4）（艾曼紐〈米亞·尼格倫（日语：ミア・ニグレン）〉）※朝日電視台版。
- 荊軻刺秦王（趙姬〈鞏俐〉）
- 永不妥協（Donna Jensen〈瑪格·海根柏格〉）※朝日電視台版。
- 逃往雅典娜（英语：Escape to Athena）
- 夜戀（英语：Evening (film)）（Constance Lord〈Natasha Richardson〉）
- 灰姑娘，很久很久以前（英语：Ever After）（Jacqueline de Ghent〈梅蘭妮·林斯基〉）
- 聖母峰3D（Helen Wilton〈艾蜜莉·華森〉[21]）
- 三姐妹的情人 (2004年電影)（Han Ji-yeong〈秋相美〉）
- 鬼玩人（Annie Knowby〈Sarah Berry〉）※東京電視台版[注 2]。
- 大法師3（Julie Kinderman）※VHS版。
- 怒火風暴（Sandra Torres刑事〈Rachel Ticotin〉）※影碟版。
- 怪獸與牠們的產地（Mary Lou Barebone〈Samantha Morton〉）
- 聯合縮小軍（英语：Fantastic Voyage）（柯拉·彼得遜〈拉寇兒·薇芝〉）※朝日電視台新錄製版[注 8]。
- 致命的吸引力（Beth Rogerson〈Anne Archer〉）
- 卡薩諾瓦（英语：Fellini's Casanova）（Henriette〈Tina Aumont〉、Isabella的妹妹）※朝日電視台版[注 9]。
- 幕後人生（英语：The Final Curtain (film)）（Karen Willet〈Julia Sawalha〉）
- 閃電俠 (1990年電影)（Iris West Allen）※VHS版。
- 閃電俠2（Meghan Lockhart）※VHS版。
- 變蠅人2（英语：The Fly II）（Beth Logan〈Daphne Zuniga〉）※影碟版。
- 往日柔情（Jane Aubrey〈凱莉·普雷斯頓〉）※朝日電視台版。
- 今生有約（英语：Forever Young (1992 film)）（Helen〈Isabel Glasser〉）※朝日電視台版。
- 魔鬼武器（凱倫·B·布蘭尼克〈羅琳·洛克林（英语：Loryn Locklin）〉）※影碟版。
- 瘋狂終結者（妻子〈Tamlyn Tomita〉）
- 亡命天涯（Anne Eastman〈茱莉安·摩爾〉）※影碟版。
- 烈火戰車 (2005年電影)（Christina）※東京電視台版。
- 亡命大煞星（英语：The Getaway (1972 film)）（Carol McCoy〈艾莉·麥克勞〉）※1994年朝日電視台版[注 9]。
- 龍紋身的女孩（Erika Berger〈Lena Endre〉）
- 神鬼戰士（Quintus〈Tomas Arana〉、Lucilla〈康妮·尼爾森〉）※朝日電視台版。
- 亂世佳人（Carreen O'Hara〈Ann Rutherford〉）※華納版。
- 早安越南（Trinh〈Chintara Sukapatana〉）※VHS版。
- 魔鬼褓姆（英语：The Guardian (1990 film)）（凱特·斯特林〈凱莉·洛維（英语：Carey Lowell）〉）※朝日電視台版。
- 格列佛遊記（Darcy Silverman〈阿曼達·皮特〉[22]）
- 月光光心慌慌5（英语：Halloween 5: The Revenge of Michael Myers）（Tina Williams〈Wendy Kaplan〉）※影碟版。
- 幸福结局（英语：Happy Endings (film)）（Mamie Toll〈麗莎·庫卓〉）
- 殺不死的勇者（Felicia Storm）※朝日電視台版。
- 康乃狄克鬼屋事件（Sara Campbell〈維吉妮婭·馬德森〉）
- 烈火悍將（Eady〈Amy Brenneman〉）※朝日電視台版。
- 獵殺大行動（英语：Heaven's Prisoners）（Annie Robicheaux〈Kelly Lynch〉）
- 挑戰者II：天幕之戰（英语：Highlander II: The Quickening）（Louise Marcus〈維吉妮婭·馬德森〉）※日本電視台版。
- 小鬼當家3（Karen Pruitt〈Haviland Morris〉）※富士電視台版。
- 機飛總動員（英语：Hot Shots!）（拉瑪達·湯普森〈薇拉莉·葛琳諾〉）※影碟版。
- 機飛總動員2（英语：Hot Shots! Part Deux）（拉瑪達·湯普森〈薇拉莉·葛琳諾〉）※影碟版。
- 育嬰房（英语：Casa de los Babys）（南〈馬西雅·蓋·哈登〉）
- 獵殺第四行者（Sarah Hart的母親〈Judith Hoag〉）
- 致命ID（Alice York〈Leila Kenzle〉）※東京電視台版。
- 我留下來！（法语：Je reste !）（Marie-Dominique Delpire〈Sophie Marceau〉）
- 不可思議的融化人（英语：The Incredible Melting Man）（母親、Billy、Marea）※TBS版[注 7]。
- 布偶聖誕奇遇（英语：It's a Very Merry Muppet Christmas Movie）（聖誕老人的代理人）
- 時空攔截（英语：Jacob's Ladder (film)）（約瑟別·“約西”·皮普金〈伊莉莎白·潘娜（英语：Elizabeth Peña）〉）※影碟版。
- 詹姆士·龐德系列
  - 詹姆士·龐德：黑日危機（Elektra King〈Sophie Marceau〉）※朝日電視台版。
  - 詹姆士·龐德：明日帝國（林蔚〈楊紫瓊〉）※富士電視台版。
- 大白鯊2 ※日本電視台版[注 7]。
- 征服情海（Dorothy Boyd〈蕾妮·齊薇格〉）※日本電視台版。
- 特警判官（Ilsa Hayden博士〈陳沖〉）※影碟版。
- 逃出魔幻紀（Sarah Whittle〈Bonnie Hunt〉）※朝日電視台版。
- 踹球叫練（英语：Kicking & Screaming (2005 film)）（Barbara Weston〈Kate Walsh〉）※DVD版。
- 奪命大鱷魚2（日语：キラー・クロコダイル/怒りの逆襲）（麗莎〈黛博拉·蔻爾〉）※富士電視台版。
- 食人魚 ※富士電視台版。
- 殺手蕃茄在法國！（英语：Killer Tomatoes Eat France）（瑪莉〈安吉拉·維瑟（英语：Angela Visser）〉）
- 肥龍皇帝（英语：King Ralph）（米蘭達·格林〈卡米爾·科杜里（英语：Camille Coduri）〉）
- 王者之聲：宣戰時刻（伊麗莎白·鮑斯-萊昂〈海倫娜·博納姆·卡特〉[23]）※WOWOW版。
- 緊急呼叫（日语：緊急呼出し エマージェンシー・コール）（Nikki〈Lorna Tolentino〉）※VHS、DVD版。
- 誰吻了潔西卡（英语：Kissing Jessica Stein）（Jessica Stein〈Jennifer Westfeldt〉）
- 黑魔王（英语：Legend (1985 film)）（Princess Lily〈Mia Sara〉）
- 轟天炮（精神科醫生〈Mary Ellen Trainor〉）※TBS版。
- 轟天炮2（精神科醫生〈Mary Ellen Trainor〉）※TBS版。
- 異變（Elizabeth 'Willie' Williams〈Amanda Pays〉）※朝日電視台版。
- 聖戰東征（英语：Lionheart (1990 film)）（Hélène Gaultier〈Lisa Pelikan〉）※影碟版。
- 朱唇劫（英语：Lipstick (film)）（克莉絲汀·麥考密克〈瑪葛·海明威（英语：Margaux Hemingway）〉）※東京電視台版。
- 小婦人（英语：Little Women (1949 film)）（Meg March〈珍妮特·利〉）※NHK版。
- 叛世情花（日语：マグダレーナ/『きよしこの夜』誕生秘話）
- 天龍戰警（英语：Marked For Death）（Leslie〈Joanna Pacuła〉）※影碟版。
- 烏龍密探擺黑幫（英语：Married to the Mob）（Angela de Marco〈蜜雪兒·菲佛〉）※東京電視台版。
- 星戰毀滅者（Barbara Land〈安妮特·班寧〉）※影碟版、東京電視台版。
- 小魔女（英语：Matilda (1996 film)）（Jennifer Honey〈Embeth Davidtz〉）
- 我們的故事未完待續（Greg Gaines的母親〈Connie Britton〉）
- 門當父不對系列（Pam Byrnes〈Teri Polo〉）
  - 門當父不對
  - 門當父不對2：親家路窄
  - 門當父不對3：我才是老大
- 寧基南卡（英语：Memoirs of an Invisible Man (film)）（Alice Monroe〈戴露·漢娜〉）※朝日電視台版。
- 鬼使神差（Denise Solomon〈Penelope Ann Miller〉）
- 超級警探（英语：Metro (1997 film)）（Veronica "Ronnie" Tate〈Carmen Ejogo 〉）※VHS、DVD版。
- 怪奇孤兒院（Edwards）
- 天蛾人的預言（英语：The Mothman Prophecies (film)）（Connie Mills〈羅娜·蓮妮〉）※DVD版。
- 窈窕奶爸（Miranda Hillard〈莎莉·菲爾德〉）※朝日電視台版。
- 奪命鴛殃（英语：Murder Mystery (film)）（Audrey Spitz〈詹妮弗·安妮斯頓〉）
- 無聲言証（英语：Mute Witness）（Karen Hughes〈Fay Ripley〉）
- 決戰阿拉斯加（Donna Biebe〈Mary McCormack〉）
- 現代灰姑娘（凱特·阿魯霍〈安娜貝絲·吉什（英语：Annabeth Gish）〉）
- 惡夜血吻（英语：Near Dark）（Mae〈Jenny Wright〉）※東京電視台版[注 7]。
- 大魔域系列
  - 大魔域（阿特雷尤〈諾亞·海瑟維（英语：Noah Hathaway）〉）※朝日電視台版。
  - 大魔域2：回到大魔域（英语：The NeverEnding Story II: The Next Chapter）（巴斯蒂安·布克斯〈強納森·布蘭戴斯（英语：Jonathan Brandis）〉）※朝日電視台版。
  - 大魔域3：飛進未來（英语：The NeverEnding Story III）（烏爾古爾〈莫亞·布雷迪（英语：Moiya Brady）〉）※影碟版。
- 小子難纏4（英语：The Next Karate Kid） ※DVD版。
- 叛獄大獵殺（英语：Nowhere to Run (1993 film)）（Clydie Anderson〈羅珊娜·艾奎特〉）※朝日電視台版。
- 欲擒故縱（英语：The Object of My Affection）（Nina Borowski〈珍妮佛·安妮斯頓〉）
- 老美國佬（英语：Old Gringo）（Luna〈Gabriela Roel〉）
- 重返校園（英语：Old School (film)）（Nicole〈Ellen Pompeo〉）
- 絕地戰將（英语：On Deadly Ground）（Ma Su〈陳冲〉）※朝日電視台版。
- 宇宙追缉令（T.K. Law & Massie Walsh〈卡拉·古奇諾〉）※東京電視台版。
- 浪漫一生又何妨（英语：Once Around）（揚·貝拉〈蘿拉·珊·賈克莫（英语：Laura San Giacomo）〉）
- 親情無價（英语：One True Thing）（艾倫古·爾登〈蕾妮·齊薇格〉）
- 天地無限（英语：Open Range (2003 film)）（蘇·巴洛〈安妮特·班寧〉）
- 大海怪（英语：Orca (film)）（安妮〈寶·狄瑞克〉）※日本電視台。
- 防不勝房（英语：Palmetto (film)）（妮娜〈吉娜·格申（英语：Gina Gershon）〉）※東京電視台版。
- 波西傑克森：神火之賊（雅典娜〈美琳娜·卡娜卡瑞迪斯（英语：Melina Kanakaredes）〉）
- 彼得潘 (2003年電影)（瑪麗·達林夫人〈奧利維婭·威廉斯〉）
- 鬼追人2（伊莉莎白）
- 消失的1943（年輕時的Pamela〈Debra Troyer〉）※朝日電視台版。
- 災難水世界2（英语：Piranha II: The Spawning） ※朝日電視台版。
- 海神號遇險記 (1972年電影)（Susan Shelby〈Pamela Sue Martin〉）※日本電視台版、（Nonnie Parry〈Carol Lynley 飾演〉）※朝日電視台版[注 8]。
- 沉睡百萬年（Lisa〈Ann Yen〉）※朝日電視台版[注 8]。
- 魔鬼生化人3（英语：Project Shadowchaser III）（Rea Astov〈Musetta Vander〉）
- 驚魂記 (1960年電影)（瑪麗安·克萊恩〈珍妮特·利〉）※DVD版。
- 最後單身派對（英语：Queens Logic）（Carla〈Linda Fiorentino〉）※VHS版。
- 魔宮戰士（英语：The Quest (film)）（Carrie Newton〈Janet Gunn〉）
- 魔鬼殺陣（艾咪·卡明斯基〈布蘭奇·貝克〉）※朝日電視台版。
- 紅色警探（凱瑟琳·“凱特”·曼澤蒂〈吉娜·格申（英语：Gina Gershon）〉）※VHS版。
- 兩個大太陽（英语：Red Sonja (film)）（Tarn王子〈Ernie Reyes〉）
- 臥底殺機（英语：Renegades (1989 film)）（Barbara〈Jami Gertz〉）※VHS版。
- 天危絕網（英语：Ricochet (film)）（Gail Wallens〈Mary Ellen Trainor〉）※VHS版。
- 機器戰警3（英语：RoboCop 3）（Marie Lazarus博士〈吉爾·亨內斯〉）※影碟版。
- 暴走列車（英语：Runaway Train (film)）（Sara〈瑞貝卡·德·莫妮〉）※朝日電視台版。
- 都是愛情惹的禍（Ernie教授〈Al Hayter〉、Rosemary Cross〈Olivia Williams〉）※影碟版。
- 家有惡夫（英语：Ruthless People）（Sandy Kessler〈Helen Slater〉）
- 眉飛色舞（英语：Salsa (1988 film)）（Rita〈Magali Alvarado〉）
- 薩爾瓦多 ※富士電視台版。
- 驚聲尖笑（Gail Hailstorm〈Cheri Oteri〉）
- 奔騰年代（Marcela Zabala-Howard〈伊麗莎白·班克斯〉）
- 西藏七年（8歲時的達賴喇嘛〈索南·旺楚克（英语：Sonam Wangchuk (engineer)）〉）※富士電視台版。
- 紐約戰場（英语：Shakedown (1988 film)）（蓋爾·范伯格〈布蘭奇·貝克〉）※東京電視台版。
- 英雄一身膽（英语：Sharky's Machine (film)）（Siakwan〈Suzee Pai〉）※朝日電視台版[注 7]。
- 百老匯風流記（英语：She's Funny That Way (film)）（Jane Claremont〈Jennifer Aniston〉）
- 沉默的羔羊（Clarice Starling〈茱蒂·佛斯特〉）※DVD、BD版。
- 酒佬日記（Maya Randall〈Virginia Madsen〉）
- 史蒂芬金之夢遊者（英语：Sleepwalkers (film)）（Laurie）
- The Silencer (1996年電影)（Sarah〈Lucinda Weist〉）※DVD版。
- 上天下地大追擊（英语：Smokey and the Bandit II）（Carrie〈Sally Field〉）※影碟版。
- 天蛛地滅（Marci Eyre〈拉娜·帕瑞拉〉）※影碟版。
- 溫馨真情（英语：The Spitfire Grill）（Shelby Goddard〈馬西雅·蓋·哈登〉）
- 決戰史達林格勒（英语：Stalingrad (1993 film)）（Irina〈Dana〉）※VHS、BD版。
- 史黛拉（英语：Stella (1990 film)）（Jenny Claire〈Trini Alvarado〉）※影碟版。
- Kiss情人（英语：The Story of Us (film)）（Katie Jordan〈蜜雪兒·菲佛〉）
- 終極警探總動員（英语：Striking Distance）（Jo Christman／Emily Harper〈莎拉·潔西卡·帕克〉）
- Superfire (2002年電影) （Sammy Kerns〈Diane Farr〉）
- 致命傷害（英语：Take (film)）（Ana Nichols〈Minnie Driver〉）
- 雨中情（英语：Tears in the Rain）（年輕時的Jesse）
- 鐵拳 (2009年電影)（風間準〈Tamlyn Tomita〉）
- 致命女祕書（英语：The Temp (film)）（Sharon Derns〈Maura Tierney〉）
- 十誡（Sephora〈Yvonne De Carlo〉）※富士電視台版。
- 魔鬼終結者（Sarah Connor〈琳達·漢密爾頓〉）※DVD、BD版。
- 魔鬼終結者：未來救贖（Sarah Connor〈Linda Hamilton〉）
- 德州游俠（英语：Texas, Adios）（女孩〈Elisa Montés〉）※東京電視台版[注 8]。
- 芳齡十三（Melanie Freeland〈荷莉·亨特〉）
- This Is My Father（英语：This Is My Father）（Fiona Flynn〈Moya Farrelly〉）
- 三個奶爸一個妞（英语：Three Men and a Little Lady）（Sylvia Bennington〈Nancy Travis〉）※日本電視台版。
- 黑色手銬（英语：Tightrope (film)）（Becky Jacklin〈Rebecca Perle〉）※朝日電視台版。
- 白狗的最後華爾滋（英语：To Dance with the White Dog）（Mildred Cook）
- 笑破鐵幕（英语：Top Secret!）（希拉蕊·弗萊蒙德〈露西·古特里奇（英语：Lucy Gutteridge）〉）※朝日電視台版。
- 天人交戰（Helena Ayala〈凱薩琳·麗塔-瓊絲〉）
- 從地心竄出（英语：Tremors (film)）（Rhonda LeBeck〈Finn Carter〉）※朝日電視台版。
- 楚門的世界（Meryl Burbank〈羅娜·蓮妮〉）※影碟版。
- 危機任務（Maggie〈Catherine Hicks〉）※影碟版。
- 雙峰：與火同行（Donna Hayward〈Moira Kelly〉）
- 龍兄鼠弟（Marnie Mason〈Kelly Preston〉）※朝日電視台版。
- 叔叔當家（英语：Uncle Buck）（Tia Russell〈Jean Louisa Kelly〉）
- 狗狗吸血鬼（英语：Vampire Dog）（蘇珊）
- 準午前十時（Jill McGowan〈琳達·柯茲羅斯基〉）※朝日電視台版。
- 戰馬（Rose Narracott〈Emily Watson〉）
- 魂斷藍橋（Myra〈費雯·麗〉）※日本電視台版。
- 全民亂投（英语：Welcome to Mooseport）（Grace Sutherland〈Marcia Gay Harden〉）
- 烽火驚爆線（英语：Welcome to Sarajevo）（Jane Carson〈Kerry Fox〉）
- 西城故事（Anita〈麗塔·莫瑞諾〉）※TBS新錄製版。
- 野東西（Sandra Van Ryan〈Theresa Russell〉）※朝日電視台版。
- 獵風行動（Rita〈Frances O'Connor〉）※DVD版。
- 奇謀妙計五福星（妹頭〈鍾楚紅〉）※富士電視台版。
- 紅衣女郎（英语：The Woman in Red (1984 film)）（Charlotte〈Kelly Le Brock〉）※朝日電視台版。
- 幽靈賽車手（英语：The Wraith）（Keri Johnson〈雪琳·芬〉）※朝日電視台版。
- The Wrong Man (1993年電影)（英语：The Wrong Man (1993 film)）（Missy Mills〈羅珊娜·艾奎特〉）
- 我辦事，你放心（英语：You Can Count On Me）（Samantha "Sammy" Prescott〈Laura Linney〉）
- 少年斯派維的奇異旅行（Clair博士〈Helena Bonham Carter〉）
- 少年福爾摩斯（英语：Young Sherlock Holmes）（Elizabeth Hardy〈Sophie Ward〉）※朝日電視台版。
- 新蜀山劍俠（堡主〈林青霞〉）※朝日電視台版。

#### 電視影集
- 4400（黛安娜·斯庫里斯〈賈桂琳·麥肯齊（英语：Jacqueline McKenzie）〉）
- 新飛越比佛利（黛比·威爾遜〈洛莉·路格林〉）
- 婚外情事（Helen Solloway〈Maura Tierney〉）
- 惡魔島（Annie Hastings）
- 艾莉的異想世界 (第5季)（Beth）
- 美國哥德式（英语：American Gothic (1995 TV series)）（Selena Coombs〈Brenda Bakke〉）
- 驚異傳奇（英语：Amazing Stories (1985 TV series)）（Joleen〈Gail Edwards〉、Shirley〈Lisa Jane Persky〉、Kathryn Willoughby〈Dianne Hull〉）
- 綠箭俠（Moira Queen〈Susanna Thompson〉）
- 海灘遊俠（Caroline Holden、Gina Pomeroy）
- 上海灘（亭亭）
- 火線警告（Shannon Park）
- 加州靡情（Marcy Runkle〈Pamela Adlon〉）
- 鐵證懸案（第4季：其他角色、第6季：Leogh Feldman〈Katherine LaNasa〉）
- 神探可倫坡系列（Margaret William[注 10]、Ruth Jernigan、Lydia Corman、Melissa Alexandra Hayes、Lisa Martin、Victoria Chase）
- 諜影迷情 (第2季)（Safia Ramsey）
- 犯罪心理 (第7季)（Regina Lambert〈迪娜·邁耶〉）
- 犯罪心理：嫌犯動機（Rachal）
- CSI犯罪現場 (第9季)（Barbie）
- CSI犯罪現場：邁阿密 (第9季)（Renee Locklear〈娜塔莎·韓絲翠〉）
- 凶兆（英语：Damien (TV series)）（Greta修女〈Robin Weigert〉）
- 急診室的春天（第1季：Jody、第2季：Angel、第3季：Andrea、第5季：Robin、第6季：Balk太太、第7季：Garvey太太、第10季：Pola）
- 六人行（Carol Willick〈Anita Barone→Jane Sibbett〉）
- 歡樂滿屋（Rebecca Donaldson-Katsopolis〈Lori Loughlin〉）
- 歡樂再滿屋（英语：Fuller House (TV series)）（Rebecca Donaldson-Katsopolis〈Lori Loughlin〉）
- 奇異果女孩（Anna Nardini〈雪琳·芬〉）
- 哈莉與法律（Kim Mendelsohn〈Camryn Manheim〉）
- 檀島警騎2.0 (第5季)（Caroline Porter〈Natasha Henstridge〉）
- 甘迺迪家族（英语：The Kennedys (miniseries)）（埃塞爾·甘迺迪〈克莉絲汀·布斯（英语：Kristin Booth）〉）
- 麵包王金卓求（金美順〈全美善〉）
- 魂歸故里（Claire Séguret〈Anne Consigny〉[24]）
- 靈媒緝凶 (第6季)（Sophia Karen）
- 神探阿蒙（Trudy Monk〈Melora Hardin〉）
- 女作家與謀殺案（英语：Murder, She Wrote）（Mary Carver、Jessica Nelson）
- 納什大橋（英语：Nash Bridges）（Tamara Van Zant〈Donna W. Scott〉）
- 北與南（英语：North and South (miniseries)）（Brett Main）
- 護士當家 (第3季)
- 在空中（英语：On the Air (TV series)）（露絲·特魯沃西〈南希·弗格森〉）
- 外星界限（英语：The Outer Limits (1995 TV series)）（Jennifer Winter〈瑪麗·麥特琳〉、Sheila Morrison〈Christian Hart〉、Teresa Janovitch〈Melissa Gilbert〉、Hope Wilson〈Robbi Chong〉）
- 五口之家（Party of Five）（Kirsten Bennett〈Paula Devicq〉）
- 疑犯追蹤（Control〈Camryn Manheim〉）
- 賢內助女王（千智愛〈金南珠〉）
- 戀愛之家（日语：恋するメゾン。〜Rainbow Rose〜）（朴美淑〈鄭善敬〉）※東京電視台版[注 11]。
- 風中的女王（凱薩琳·德·麥地奇〈梅根·法蘿〉）
- 末日重生（瑞秋·馬西森〈伊麗莎白·米切爾（英语：Elizabeth Mitchell）〉）
- 亂世佳人（英语：Scarlett (miniseries)）（潘希〈芮琪·雅尤拉（英语：Rakie Ayola）〉）
- 秘社（Dawn Chamberlain〈娜塔莎·韓絲翠〉）
- 超感8人组（Angelica Turing〈戴露·漢娜〉）
- 太空遊俠（英语：Space Rangers (TV series)）（Sarah Boon〈Amy Steel〉）
- 上天恩賜的愛（英语：State of Grace (TV series)）（Evelyn Rayburn〈Dinah Manoff〉）
- 說書人（英语：The Storyteller (TV series)）（王女〈Joely Richardson〉）
- 幽浮入侵（英语：Taken (miniseries)）（Mary Crawford〈Heather Donahue〉）
- 新泰山（英语：Tarzan: The Epic Adventures）（Jane〈Kim Crosby〉）※NHK-BS2版。
- The Thundermans（英语：The Thundermans）（Barb Thunderman〈Rosa Blasi〉[25]）
- 白狗的最後華爾滋（英语：To Dance with the White Dog）（Mildred Cook〈Lane Bradbury〉）
- 和你在一起（來娣）
- 超人力霸王帕瓦德（電視記者、巴馬拉）
- X檔案（Monica Reyes搜査官〈Annabeth Gish〉）
  - X檔案 2016（Monica Reyes前搜査官〈Annabeth Gish〉）
- 少年印第安那瓊斯年譜（安娜）

#### 動畫
- 鼠來寶 (1983年電視動畫)（英语：Alvin and the Chipmunks (1983 TV series)）（西蒙）※NHK-BS版。
- 蝙蝠俠：動畫系列（毒藤女／潘蜜拉·莉蓮·艾斯利博士〈黛安·波興（英语：Diane Pershing）〉）
  - 蝙蝠俠：鬼影之戰（安德麗婭·比蒙特（英语：Andrea Beaumont）〈達納·德拉尼〉）
- 寶貝老闆（媽媽／珍妮絲·坦伯頓〈麗莎·庫卓〉）※機內上映版。
  - 寶貝老闆：重出江湖（英语：The Boss Baby: Back in Business）（媽媽／珍妮絲·坦伯頓〈荷普·利維〉）
- 尖叫旅社（瑪莎[26]）
- 歷險小恐龍6（英语：The Land Before Time VI: The Secret of Saurus Rock）（Dinah〈Sandy Fox〉）
- Manon（貓的Melba）
- 怪怪屋（DJ的媽媽〈Catherine O'Hara〉）
- 怪獸大學（圖書館大嬸）
- 奧斯華兔（英语：Oswald (TV series)）（Madame Butterfly〈Laraine Newman〉）
- 電腦奇兵（英语：ReBoot）（Dot Matrix〈Kathleen Barr〉）※富士電視台版。
- 湯姆貓與傑利鼠：迷失之龍（Drizelda〈Vicki Lewis〉）
- 變形金剛（Karen Fisshingu）
- 星銀島（Sarah Hawkins〈Laurie Metcalf〉）
- X戰警 (1994年東京電視台版)（魔形女）
- 動物方城市（邦妮〈邦妮·夯特（英语：Bonnie Hunt）〉）

### 廣播劇CD
- 十二國記 夢三章（塙麟）
- SUPER LOVERS（海棠妻）

### 電視劇
- 世界奇妙物語 20週年春季特別篇 ～熱門節目競賽篇～「能見到小丸子的街道」（奶奶〈櫻小竹〉）－僅聲音演出。

### 其它
- 兒童布偶劇場（日语：こどもにんぎょう劇場）（女房）
- BS世界的紀錄片（日语：BS世界のドキュメンタリー），2015年6月5日的播出集數單元「永遠的ABBA合唱團·昂內塔的告白」

## 腳註

## 外部連結
- 佐佐木優子｜Production Ace （页面存档备份，存于） （日語）
- 佐佐木優子的X（前Twitter） （日語）